# Grumman F-14 Tomcat

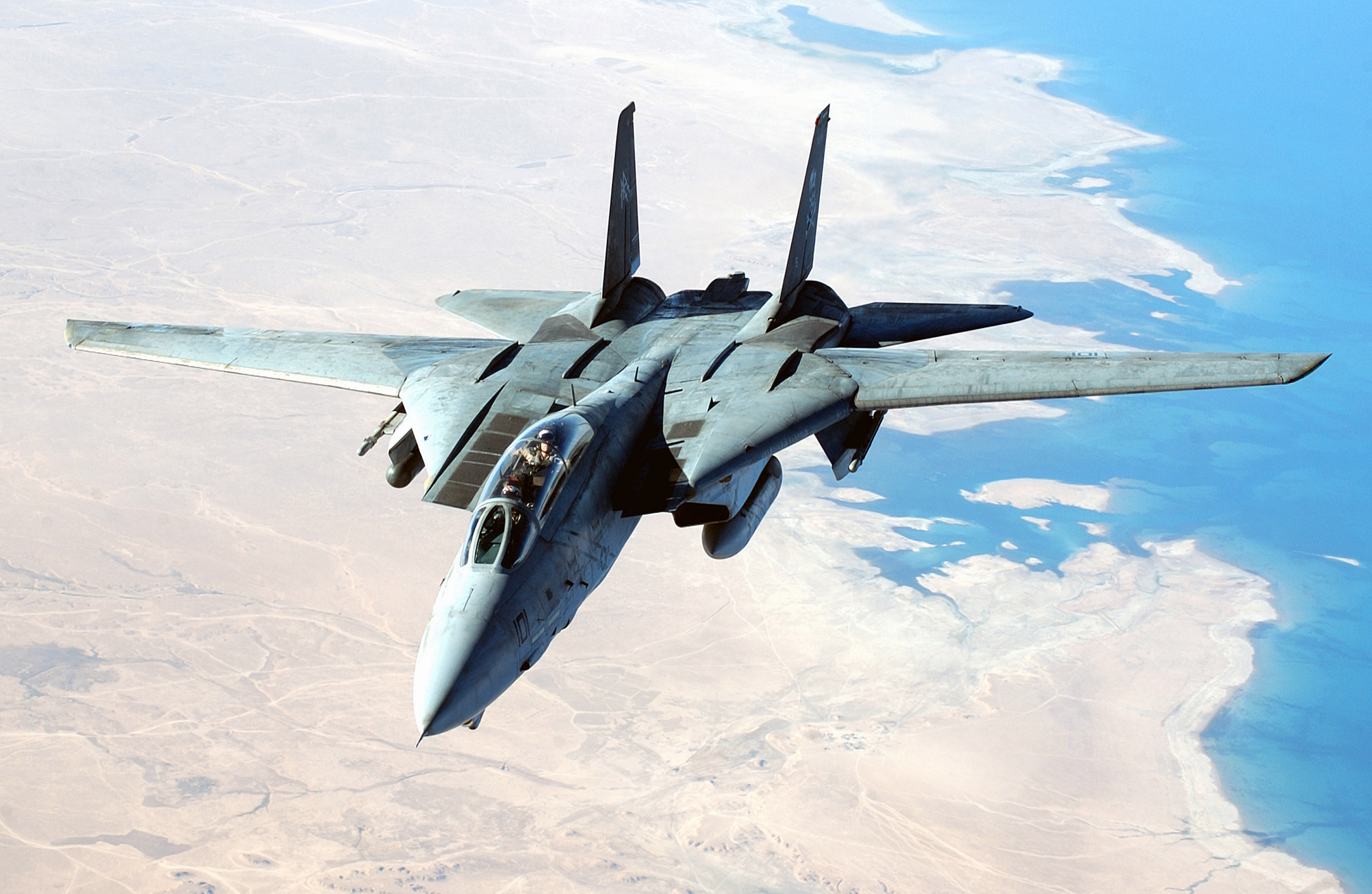
Grumman F-14 Tomcat

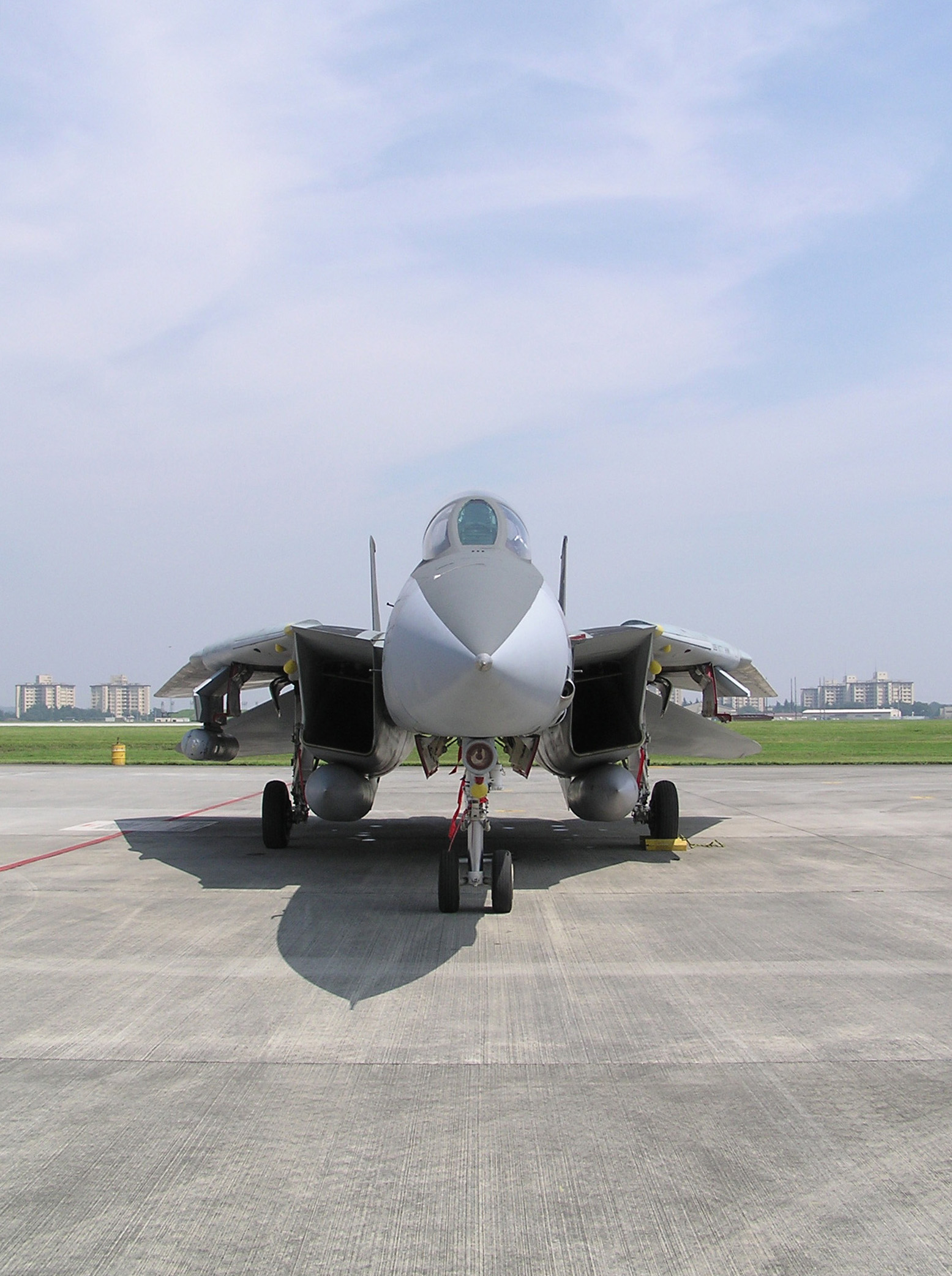
Visió frontal d'un F-14A a la base aèria de Yokota, a Tòquio, Japó.

El Grumman F-14 Tomcat és un caça supersònic embarcat biplaça amb ales de geometria variable pesant, de llarg abast i doble motor, dissenyat per Grumman per a l'Armada dels Estats Units. La missió principal del Tomcat era la defensa de la flota naval i, entre els seus objectius secundaris, podien comptar l'escorta de bombarders i, més tard, l'atac contra objectius en terra. El Tomcat va ser desenvolupat especialment per equipar l'Armada dels Estats Units dins del programa Naval Fighter Experimental (VFX), després de la retirada del projecte del F-111B. El F-14 va ser el primer d'una sèrie d'avions de combat que van ser dissenyats incorporant l'experiència del combat aeri contra els MiG durant la Guerra del Vietnam.

## Història operativa
El primer vol d'un F-14 va ser al desembre de 1970 i al juny de 1972 es van realitzar els primers aterratges en el portaavions USS Forrestal (CVA-59). Els esquadrons VF-1 i VF-2 van ser els primers a substituir els seus F-4 Phantom II pels F-143 al setembre de 1974, sent desplegats per primera vegada embarcats a bord del USS Enterprise (CVN-65).
El 1998, l'empresa Lockheed Martin es va adjudicar el contracte, valorat en 3,5 milions de dòlars, pel qual s'instal·larien els F-14 el sistema LANTIRN. Els primers equips es van instal·lar a l'esquadró VF-103, embarcats en l'USS Enterprise.
El 8 de febrer de 2006, els F-14 de l'esquadró VF-213 Black Lions van ser els últims a volar en missió de combat. El 22 de setembre de 2006, va ser retirat oficialment havent estat reemplaçat pel Boeing F/A-18E/F Super Hornet. Des d'aquesta data, el F-14 només es troba en servei en la Força Aèria Iraniana, després d'haver estat exportats a l'Iran el 1976, comptant amb 60 unitats operatives mitjançant peces de contraban i actualitzats domèsticament.

## Especifications (F-14D)
Dades de U.S. Navy file, Spick, M.A.T.S. FlightGlobal
Característiques generals
- Tripulació: 2 (un pilot i un operador de sistemes/radar)
- Longitud: 62 peus i 9 polzades
- Envergadura: 

  - Ales esteses: 64 peus (19,55 m)
  - Ales en fletxa: 38 peus
- Alçada: 16 peus
- Superfície de l'ala 565 peus²
- Perfil: perfil NACA 64A209.65 mod a l'arrel alar, 64A208.91 mod a la punta
- Pes buit: 43.735 lliures
- Pes carregat: 61.000 lliures
- Pes màxim d'enlairament: 74.350 lliures
- Motor: 2× turboventiladors amb postcombustió General Electric F110-GE-400 
  - Impuls normal: 73,9 kN  cada un
  - Impuls amb postcremador: 120,5 kN cada un
- Capacitat màxima de combustible: 16.200 lliuren interna; 20.000 lliures en 2 dipòsits externs de 267 galons[4]

 Rendiment 
- Velocitat màxima: Mach 2,34 (2.485 km/h) a gran altitud
- Radi de combat: 500 milles nàutiques
- Abast en trasllat: 1.600 mn
- Sostre de servei: 50.000+ peus
- Ràtio d'ascens: >45.000 peus/min
- Càrrega alar: 553,9 kg/m²
- Impuls/pes: 0,92

Armament

- Metralladores: 1 canó automàtica de calibre 20 mm M61A1 Vulcan amb 675 cartutxos
- Punts d'ancoratge: 10 en total: 6 sota el fuselatge, entre i adjacents als motors, 2 sota els suports dels motors i 2 al suport de les ales d'inclinació variable. Els suports alars poden carregar suports per a múltiples armes i un rail addicional per a un míssil aire-aire Sidewinder.[7] amb una capacitat de 14.500 lliures (6.600 kg) d'armament i dipòsits de combustible externs[8]
- Míssils: 

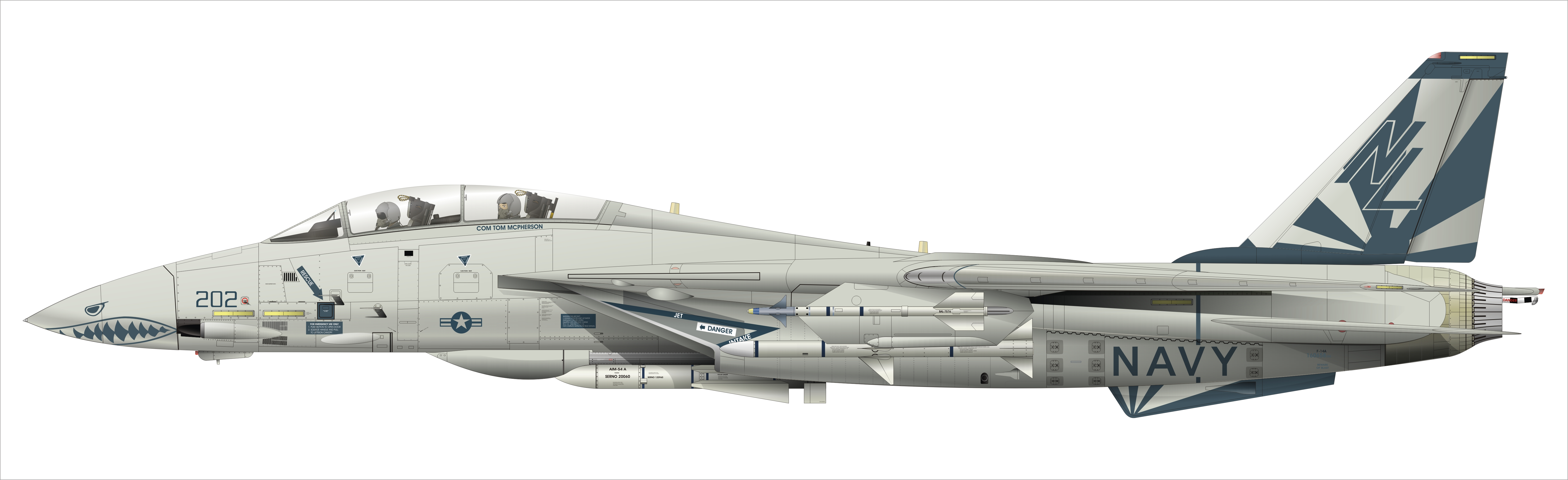
F-14A, VF 111 "Sundowners" (USS Carl Vinson)

  - Míssil aire-aire: AIM-54 Phoenix, AIM-7 Sparrow, AIM-9 Sidewinder
- Configuracions d'armament:
  - 2× AIM-9 + 6× AIM-54 (rarament utilitzat per l'elevat pes que causa estrès al fuselatge)
  - 2× AIM-9 + 2× AIM-54 + 3× AIM-7 (el més habitual en les patrulles durant la Guerra Freda)
  - 2× AIM-9 + 4× AIM-54 + 2× AIM-7
  - 2× AIM-9 + 6× AIM-7
  - 4× AIM-9 + 4× AIM-54
  - 4× AIM-9 + 4× AIM-7
- Bombes: 

  - Bombes no guiades Mark 80
  - Bomba de dispersió Mk 20 Rockeye II
  - Bomba guiada per làser Paveway
  - Bomba guiada JDAM
- Altres:
  - Contenidor de senyalització LANTIRN
  - 2 × Dipòsit de combustible extern de 267 galons (1.011 L)Aviònica
- Radar Hughes AN/APG-71 radar
- Sistema de navegació inercial AN/ASN-130, Infraroig d'escombrat frontal